# Raiffeisenbank Donaumooser Land
Die Raiffeisenbank Donaumooser Land eG war eine deutsche Genossenschaftsbank mit Sitz in Karlshuld.

## Geschichte
Gegründet wurde die älteste Genossenschaft, der Weicheringer Darlehenskassenverein, am 4. Juli 1889 in der Bahnhofswirtschaft in Weichering (heute Landgasthof Vogelsang). Im Mai 2002 entstand aus der Dreierfusion der ehemals selbständigen Banken Raiffeisenbank Karlshuld eG, Raiffeisenbank Weichering eG und Raiffeisenbank Hohenried-Karlskron eG die Raiffeisenbank Donaumooser Land eG. Die Raiffeisenbank Donaumooser Land fusionierte im Jahre 2019 mit der Raiffeisenbank Gaimersheim-Buxheim zur Raiffeisenbank im Donautal eG.